# Coupe latine de rink hockey 1995
Navigation
Coupe latine de rink hockey 1990 Coupe latine de rink hockey 1996
La Coupe latine de rink hockey 1995 est la 13e édition de la compétition organisée par le Comité européen de rink hockey. Cette édition a lieu à Tavira, au Portugal du 18 février au 19 février 1995. L'Espagne remporte pour la troisième fois ce tournoi.

## Déroulement
Les quatre équipes s'affrontent sous la forme d'un tournoi à élimination directe.

## Classement et résultats
|  | Demi-finales | Demi-finales |          |   | Finale | Finale |
|  | Demi-finales | Demi-finales |          |   | Finale | Finale |
|  |              |              |          |   |        |        |
|  |              |              |          |   |        |        |
|  |              |              |          |   |        |        |
|  | Portugal     | 7            |          |   |        |        |
|  | Portugal     | 7            |          |   |        |        |
|  | France       | 1            |          |   |        |        |
|  | France       | 1            | Portugal | 1 |        |        |
|  |              |              | Portugal | 1 |        |        |
|  |              | Espagne      | 7        |   |        |        |
|  | Italie       | Espagne      | 7        | 1 |        |        |
|  | Italie       |              |          | 1 |        |        |
|  | Espagne      | 6            |          |   |        |        |
|  | Espagne      | 6            | 3e place |   |        |        |
|  |              |              |          |   |        |        |
|  |              |              |          |   |        |        |
|  |              |              |          |   |        |        |
|  | Italie       | 7            |          |   |        |        |
|  | Italie       | 7            |          |   |        |        |
|  | France       | 0            |          |   |        |        |
|  | France       | 0            |          |   |        |        |

## Sources
- (pt) Cet article est partiellement ou en totalité issu de l’article de Wikipédia en portugais intitulé « Taça Latina de 1995 » (voir la liste des auteurs).